# Веймен Тісдейл
Веймен Лоренс Тісдейл (англ. Wayman Lawrence Tisdale, 9 червня 1964, Форт-Верт — 15 травня 2009, Талса) — американський професіональний баскетболіст, що грав на позиції важкого форварда за декілька команд НБА. Гравець національної збірної США. Олімпійський чемпіон 1984 року.

## Ігрова кар'єра
На університетському рівні грав за команду Оклахома (1982–1985). Тричі визнавався найкращим баскетболістом року конференції, а також тричі включався до символічної збірної NCAA.
1984 року завоював олімпійське золото у складі збірної США.
1985 року був обраний у першому раунді драфту НБА під загальним 2-м номером командою «Індіана Пейсерз». Захищав кольори команди з Індіани протягом наступних 4 сезонів.
З 1989 по 1994 рік також грав у складі «Сакраменто Кінґс».
Останньою ж командою в кар'єрі гравця стала «Фінікс Санз», до складу якої він приєднався 1994 року і за яку відіграв 3 сезони.

## Музична кар'єра
Після закінчення спортивної кар'єри сконцентрувався на музиці, яку називав своїм першим коханням. Випустив цілу низку альбомів у стилі smooth jazz, виконуючи роль басс-гітариста.
2009 року помер внаслідок розриву стравоходу через проведення рентгенівського опромінення, за допомогою якого лікували метастази злоякісної пухлини кістки (остеосаркома колінного суглоба).

## Дискографія
- Power Forward (1995)
- In The Zone (1996)
- Decisions (1998)
- Face to Face (2001)
- Presents 21 Days (2003)
- Hang Time (2004)
- Way Up! (2006)
- Rebound (2008)
- Fonk Record: Featuring Tiz & Fonkie Planetarians (2010)
- The Absolute Greatest Hits (2014)